# San-Marzano-Tomate

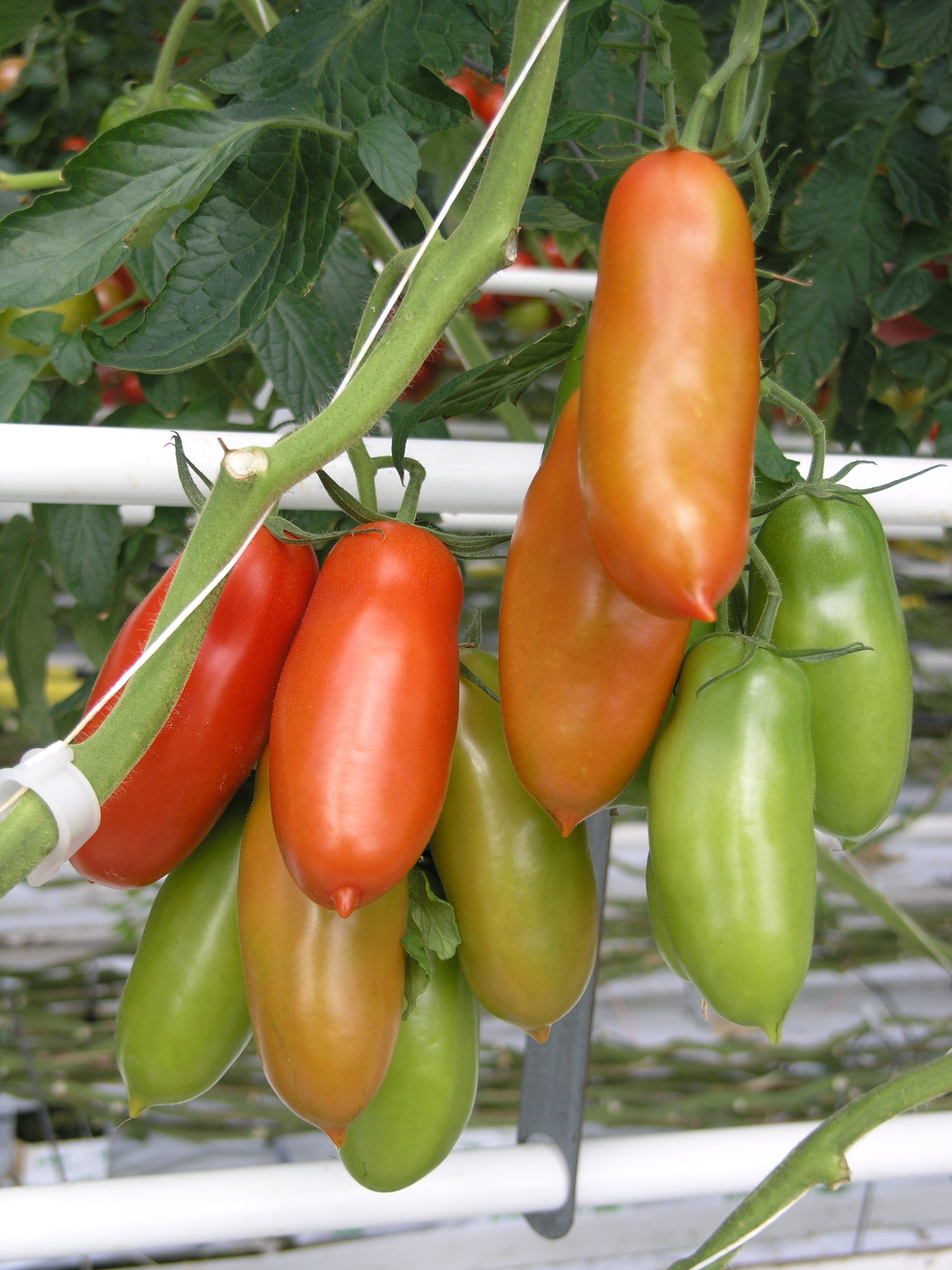
San-Marzano-Tomate

San Marzano ist eine Tomatensorte mit länglichen Früchten, die auch als Flaschentomate bezeichnet wird. Sie zeichnet sich durch ein intensives und fruchtiges Aroma aus. Sie wird häufig für die Herstellung von Ketchup und Tomatenmark sowie traditionell für die Tomatensoße der neapolitanische Pizza verwendet.

## Beschreibung
Die Wuchshöhe der San-Marzano-Pflanze beträgt 1,5 bis 2 m. Die Tomatenpflanzen sind resistent gegen die einschlägigen Tomatenkrankheiten und gelten als sehr kräftig. Die Früchte der San-Marzano-Tomaten sind fest, dunkelrot und besitzen wenige Kerne. Das Gewicht der Früchte liegt bei ungefähr 90 Gramm, und sie werden rund zwölf Zentimeter lang. Die Fruchtreife beginnt Ende Juli und endet im späten Oktober. San-Marzano-Tomaten reifen in Schüben, weshalb sie etliche Male von Juli bis Oktober geerntet werden.

## Herkunft
Die San-Marzano-Pflanze ist eine alte Tomatensorte aus Kampanien in Italien. Sie wurde nach dem Ort San Marzano sul Sarno bei Salerno benannt, wo sie zum ersten Mal gezüchtet wurde. Diese Region zeichnet sich durch ihre gemischte Vulkanlandschaft zwischen Meer und Bergen aus. Der fruchtbare Vulkanboden am Rande des Vesuvs, die intensive Sonne und die frische kampanische Meeresluft bilden das ideale Klima für das Heranwachsen der San-Marzano-Tomate. 
Noch vor wenigen Jahren war die San-Marzano-Tomate vom Aussterben bedroht. Die Ursache dafür gründet sich auf ihrer zarten Beschaffenheit, die eine industrielle Verarbeitung unmöglich macht. Die Früchte dieser Tomatenpflanze müssen daher sehr aufwändig handgeerntet und verpackt werden. Dies stellt ein wesentliches Qualitätsmerkmal dar, aufgrund dessen die Tomaten geschmacklich und von der Konsistenz geschont bleiben. Ein Wandel setzte mit dem aufkommenden Slow Food ein. Seitdem setzen immer mehr Bauern und Verbraucher (darunter auch Spitzenköche) auf die San-Marzano-Tomate.

## Produktion
Aufgrund ihrer zarten Beschaffenheit sind San-Marzano-Tomaten weniger für den längeren Transport geeignet. Sie können hingegen problemlos konserviert werden, da sie kaum an Aroma verlieren. Daher sind diese Tomaten in den meisten Ländern in Dosen erhältlich. Einige Köche sind der Meinung, dass San-Marzano-Tomaten die einzigen Tomaten sind, die für eine echte neapolitanische Pizza zu verwenden seien. Ihr komplizierter Anbau und die geringen Ertragsmengen erhöhen den Marktpreis.
Aus den Tomatensorten San Marzano 2 sowie KIROS wird die Tomatenkonserve Pomodoro San Marzano dell’Agro Sarnese Nocerino DOP hergestellt.

## Aufzucht
Diese Tomatenpflanze lässt sich im Haus, im Anzuchtkasten und im Freien ziehen. Die Tomatensamen können ab Ende Januar bis Ende Mai gesät werden. Die ideale Temperatur zum Keimen liegt zwischen 20 und 25 Grad Celsius. Die Samen keimen für gewöhnlich nach fünf bis 15 Tagen. Dieser Vorgang lässt sich unter Umständen noch etwas beschleunigen, wenn man die Samen über Nacht vorquellen lässt. Die kleinen Tomatenpflänzchen können erst nach dem letzten Frost gepflanzt werden.